# Tardas
Tardas (en francès Tardes) és una comuna (municipi) de França, a la regió de la Nova Aquitània, departament de la Cruesa.
La seva població al cens de 1999 era de 127 habitants. Està integrada a la 'Communauté de communes d'Évaux-les-Bains et de Chambon-sud-Voueize .

## Demografia
| 1968 | 1975 | 1982 | 1990 | 1999 |
| ---- | ---- | ---- | ---- | ---- |
| 255  | 216  | 149  | 154  | 127  |

## Administració
| Període   | Identitat              | Partit |
| --------- | ---------------------- | ------ |
| 2001-2008 | Jean Baptiste Laubelly |        |
| 2008-     | Gabriel Rouchon        |        |